# Chez nous (chanson)
Pour les articles homonymes, voir Chez nous.
Chansons représentant la France au Concours Eurovision de la chanson
N'avoue jamais
(1965) Il doit faire beau là-bas
(1967)
Chez nous est une chanson interprétée par le chanteur français Dominique Walter pour représenter la France au Concours Eurovision de la chanson 1966 qui se déroulait à Luxembourg.
Dominique Walter a également enregistré la chanson en allemand sous le même titre.

## Thème de la chanson
Elle traite des traditions de la France (et, par extension, l'Europe) comme elles sont vues par le reste du monde. L'interprète remarque qu'elles sont considérées « romantiques » par le reste du monde.

## À l'Eurovision
Elle est intégralement interprétée en français, langue nationale, comme l'impose la règle entre 1966 et 1972. L'orchestre est dirigé par Franck Pourcel.
La chanson est la 15e chanson interprétée lors de la soirée, après Domenico Modugno qui représentait l'Italie avec Dio, come ti amo et avant Milly Scott qui représentait les Pays-Bas avec Fernando en Filippo. À l'issue du vote, elle n'a obtenu qu'un point, se classant 16e sur 18 chansons.